# Ordos
L'altiplà d'Ordos o desert d'Ordos (xinès 鄂尔多斯沙漠; hanyu pinyin: È'ěrduōsī Shāmò) és un desert i estepa a un altiplà al sud de la Mongòlia Interior (Xina).
És una regió geogràfica de la Xina delimitada pel riu Groc al nord i la Gran Muralla al sud. Administrativament la forma la lliga Ih-Ju de Mongòlia Interior.
El terreny és una barreja d'argila i arena i molt poc adequada per l'agricultura. Ocupa una superfície de 90.650 km².